# Сосновское сельское поселение (Чайковский район)
Сосновское се́льское поселе́ние —  бывшее муниципальное образование в Чайковском муниципальном районе Пермского края Российской Федерации.
Административный центр — село Сосново.

## История
Статус и границы сельского поселения установлены Законом Пермской области от 9 декабря 2004 года № 1890-413 «Об утверждении границ и о наделении статусом муниципальных образований административной территории города Чайковского Пермского края»
Упразднено в 2018 году вместе с другими поселениями муниципального района путём их объединения в Чайковский городской округ.

## Население
| 2010  | 2012  | 2013  | 2014  | 2015  | 2016  | 2017  |
| ----- | ----- | ----- | ----- | ----- | ----- | ----- |
| 1631  | ↗1670 | ↗1675 | ↘1627 | ↘1610 | ↘1604 | ↗1624 |
| 2018  |       |       |       |       |       |       |
| ↘1620 |       |       |       |       |       |       |

## Состав сельского поселения
| № | Населённый пункт | Тип населённого пункта       | Население |
| - | ---------------- | ---------------------------- | --------- |
| 1 | Дедушкино        | деревня                      | 280       |
| 2 | Ивановка         | деревня                      | 15        |
| 3 | Маракуши         | деревня                      | 214       |
| 4 | Нижняя Гарь      | деревня                      | 59        |
| 5 | Ольховочка       | деревня                      | 117       |
| 6 | Соловьи          | деревня                      | 22        |
| 7 | Сосново          | село, административный центр | 924       |